# SAPO
SAPO — медійний інтернет-портал, а також однойменна пошукова система. Належить компанії Portugal Telecom, SGPS, S. A. (PT).

## Історія створення
Інтернет-портал SAPO створили співробітники Центру інформатики Університету Авейру (Informatica da Universidade de Aveiro). Заснований 4 вересня 1995 року як пошукова система. Назва є акронімом його початкової функції пошукача S. A. P. O (Servidor de Apontadores Portugueses).
1997 року SAPO перетворено на комерційний проєкт, його власником стала компанія Navegante. У вересні 1998 року компанія Saber & Lazer — Informatica e Comunicacao S. A. перекупила SAPO у Navegante. У вересні 1999 року компанія PT Multimedia викупила 74,9 % у Saber e Lazer. Нині належить компанії Portugal Telecom, SGPS, SA (PT), найбільшому провайдеру телекомунікаційних послуг у Португалії.

За даними Alexa Traffic Ranks портал SAPO посідає п'яте місце в рейтингу популярності сайтів у Португалії (у світі — 917 місце). Його активно використовують у країнах з португаломовним населенням: у Бразилії (246 місце Alexa Traffic Ranks), Анголі, Кабо-Верде, Мозамбіку та Східному Тиморі. Значна кількість користувачів у країнах із португаломовною діаспорою — у Великій Британії, Франції та США. Портал обслуговують на постійній основі близько 150 програмістів, а весь штат порталу налічує понад 300 працівників.

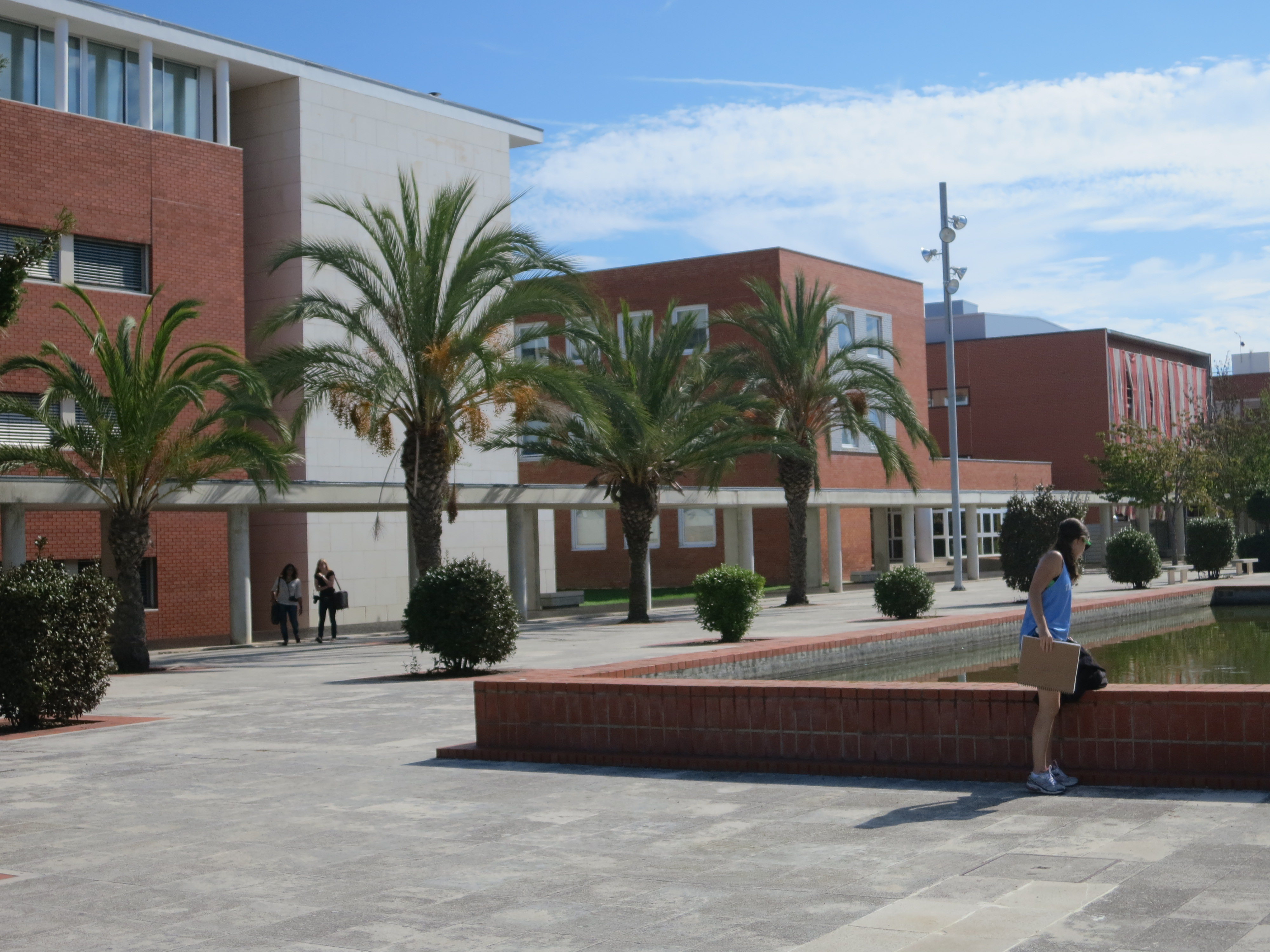
Центру інформатики Університету Авейру, де створено інтернет-портал
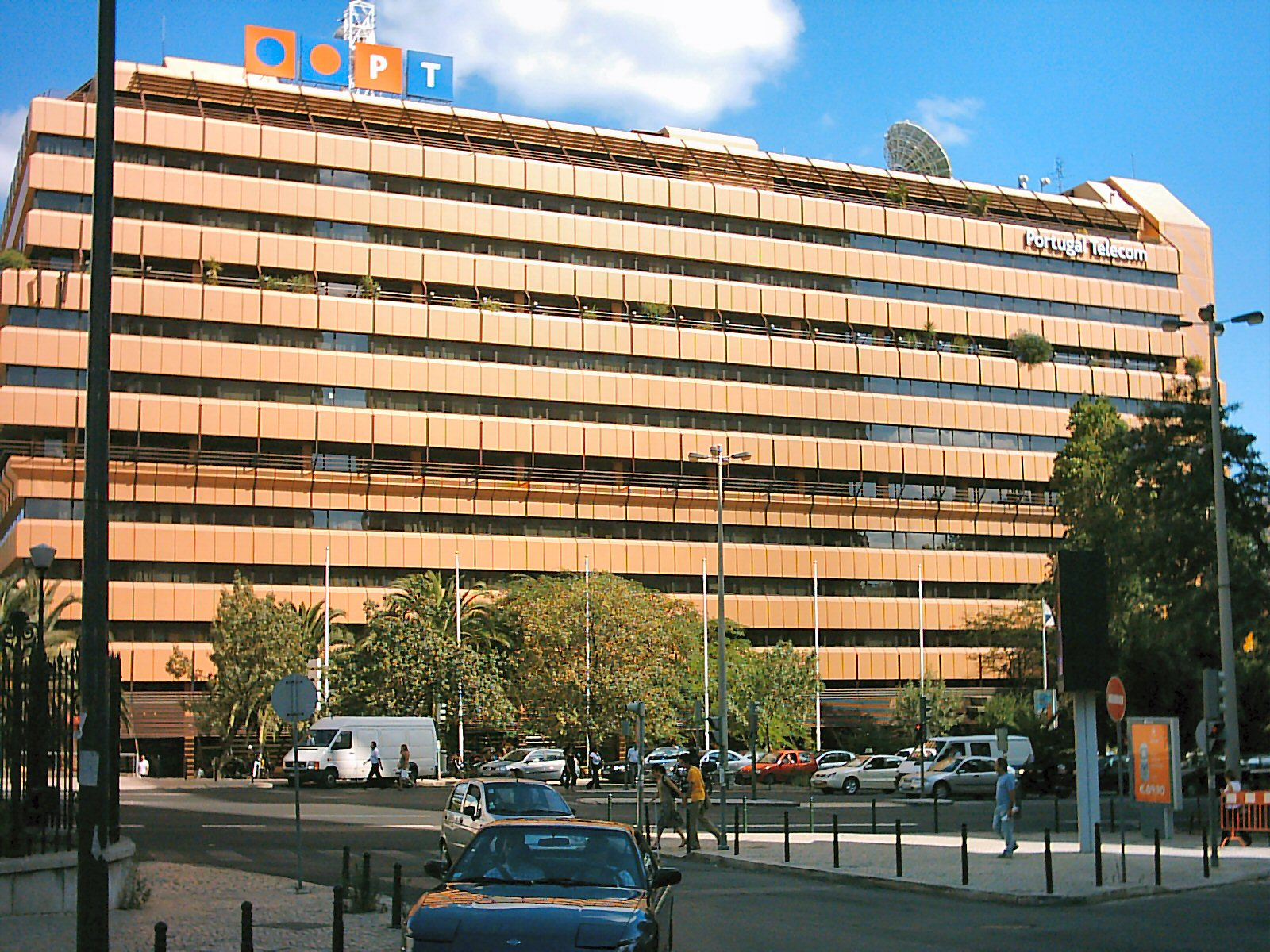
Офіс Portugal Telecom у Лісабоні

## Основні інтернет-сервіси
Нині SAPO пропонує користувачам різні інтернет-сервіси.
- SAPO Блоги. Безкоштовний сервіс SAPO Blogs. Створено в листопаді 2003 року; ґрунтується на технології з відкритим сирцевим кодом Livejournal. Від 2008 року має міжнародні версії.
- SAPO Відео. Безкоштовний хостинг для публікування та керування відеофільмами SAPO Videos.
- SAPO Фото. Безкоштовний хостинг для публікування, керування та обміну фотографіями в інтернеті SAPO Fotos. Об'єднує понад 200 000 користувачів, офіційний партнер каналу новин Noticias de Portugal.
- SAPO Пошта.

SAPO Mail — безкоштовний сервіс електронної пошти. Нині має понад 1,2 млн. активних користувачів, через неї проходить 31 млн листів щодня. Працює з кирилицею. Автоматично створює дитячий обліковий запис для користувачів молодших від 14 років (на основі обов'язкових реєстраційних даних про вік) — SAPO Mail Kids.
- SAPO Карти. Сервіс SAPO Mapas відображає розташування об'єкта. Дозволяє шукати географічні пункти, товари, послуги та іншу інформацію (пробки на дорогах, погоду, маршрути громадського транспорту та новини).
- SAPO Діти. SAPO KIDS — портал, призначений для дітей віком від 3 (за іншими даними — від 6) до 12 років.[8][9] Зміст його пропонують офіційні партнери порталу та створюють самі користувачі.[10]

## Цікаві факти
- Найвідомішим міжнародним проєктом порталу є SAPO Codebits.[11][12] Цей щорічний міжнародний науковий з'їзд проходить навесні та включає: а) конкурс із програмування — учасники організовані в групи, два дні готують проєкти, кожна група має 90 секунд, щоб представити проєкт аудиторії; б) лекції відомих учених; в) семінари в галузі електроніки, робототехніки та програмування.
- Для браузера Google Chrome існує розширення SAPO Mail Versao: 0.0.0.2.[13]
- Емблемою SAPO є зображення жаби. Сучасний логотип інтернет-порталу імітує мордочку жаби, складену з паперу.[14]